# PBluescript
In genetica, il pBluescript (pBS) o pBluescript II è un fagemide (un plasmide con un'origine fagica) commercialmente disponibile che contiene diverse utili sequenze per l'uso nel clonaggio con i batteriofagi. Le sequenze includono una polylinker (MCS), una per la resistenza antibiotica all'ampicillina ed una origine di replicazione di Escherichia coli e di un fago helper. La sequenza polylinker è contenuta all'interno di un gene controllato da LacZ disegnato per fornire una colorazione blu quando espresso nei batteri. Ciò viene di solito ottenuto tramite X-gal riscontrabile in mezzi di coltura con agarosio utilizzati per far crescere batteri con pBS. Se il gene viene interrotto da una riuscita inserzione di una sequenza di DNA, il batterio mostra una colorazione bianca nello screening bianco-blu, distinguendo le ricombinazioni riuscite da quei fagemidi non alterati. Questi plasmidi ricombinanti possono poi essere usati per una varietà di tecniche molecolari. Alcune delle applicazioni per le quali si possono usare i ricombinanti pBS sono la determinazione dell'espressioni e la creazione di librerie genomiche.
I fagemidi pBluescript II sono vettori di clonaggio usati per semplificare le procedure più comuni di sequenziamento e clonazione, comprese la costruzione di delezioni innestate per il sequenziamento del DNA, la generazione di trascritti di RNA in vitro e in mutagenesi sito-specifica e la mappatura genica. I pBluescript II hanno un inestensivo polylinker con 21 unici siti di riconoscimento per enzimi di restrizione, compreso fra i promotori per le RNA polimerasi T7 e T3 utilizzabili per sintetizzare RNA in vitro. La scelta del promotore usato per iniziare la trascrizione determina quale parte dell'inserto clonato nel polylinker sarà trascritto. I polilinker e i promotori delle RNA polimerasi T7 e T3 sono presenti nella porzione N-terminale del frammento genico lacZ. Un totale di 131 amminoacidi della sequenza codificante per la β-galattosidasi è presente nel fagemide, ma la sequenza codificante è interrotta dal largo polylinker (vi sono 36 amminoacidi dalla sequenza di inizio Met fino al sito Eco R I). I fagemidi senza inserti nel polylinker produrranno colonie blu nei ceppi appropriati di batteri (es., ceppi contenenti lacZΔM15 su di un episoma F´, come, fra i tanti, XL1-Blue MRF´). I fagemidi con inserti produrranno colonie bianche, poiché l'inserto interrompe la sequenza codificante del gene lacZ.
pBluescript II (+) e (–) sono disponibili con due orientamenti polylinker indicati come KS o SK secondo questa convenzione:
(1) nell'orientamento KS, il sito di restrizione Kpn I è il più vicino al promotore lacZ promoter mentre quello Sac il più lontano;
(2) nell'orientamento SK, il sito Sac I è il più vicino al promotore lacZ mentre il Kpn I il più lontano.
Ai margini dei promotori T3 e T7 ci sono dei siti BssH II. Questa rara sequenza di taglio a sei basi consente all'inserto più ai promotori RNA del fago T di essere escissi e usati per la mappatura genica. I fagemidi possono essere recuperati come singoli filamenti (ss) di DNA. I fagemidi contengono una regione filamentosa intergenica (correlata a M13) del fago f1 a 454-bp, che comprende l'origine di replicazione di 307-bp. Gli orientamenti (+) e (–) della regione intergenica f1 permettono di recuperare di ssDNA antisenso sensore con un fago helper. Questo ssDNA può essere usato per il sequenziamento di dideossinucleotidi (metodo Sanger) o per mutagenesi sito.specifica.